# Élections législatives de 1932 en Charente
 (mai 2021).
Si vous disposez d'ouvrages ou d'articles de référence ou si vous connaissez des sites web de qualité traitant du thème abordé ici, merci de compléter l'article en donnant les références utiles à sa vérifiabilité et en les liant à la section « Notes et références ».
Les élections législatives de 1932 ont eu lieu les 1er et 8 mai 1932.

## Élus
|   | Circonscription | Député sortant  |  | Groupe parlementaire                      | Député élu      |  | Groupe parlementaire                      |
| - | --------------- | --------------- |  | ----------------------------------------- | --------------- |  | ----------------------------------------- |
| 1 | Angoulême       | René Gounin     |  | Parti socialiste                          | René Gounin     |  | Parti socialiste                          |
| 2 | Barbezieux      | Jean Hennessy   |  | Républicain socialiste                    | Henri Malet     |  | Indépendants de gauche                    |
| 3 | Cognac          | Georges Ménier  |  | Républicain radical et radical-socialiste | Georges Ménier  |  | Républicain radical et radical-socialiste |
| 4 | Confolens       | Édouard Pascaud |  | Républicain radical et radical-socialiste | Édouard Pascaud |  | Républicain radical et radical-socialiste |
| 5 | Ruffec          | Louis Fays      |  | Républicain radical et radical-socialiste | Louis Fays      |  | Républicain radical et radical-socialiste |

## Résultats à l'échelle du département
| Partis         | Partis                                           | Premier tour | Premier tour | Deuxième tour | Deuxième tour | Sièges |
| Partis         | Partis                                           | Voix         | %            | Voix          | %             | Sièges |
| -------------- | ------------------------------------------------ | ------------ | ------------ | ------------- | ------------- | ------ |
|                | Parti républicain, radical et radical-socialiste | 33 031       | 39,70        | 8 425         | 27,17         | 3      |
|                | Section française de l'Internationale ouvrière   | 17 266       | 20,75        | 4 227         | 13,63         | 1      |
|                | Alliance démocratique                            | 12 942       | 15,55        | 6 148         | 19,83         | 1      |
|                | Fédération républicaine                          | 10 719       | 12,88        | 7 776         | 25,08         | 0      |
|                | Parti républicain-socialiste                     | 5 814        | 6,99         | 4 429         | 14,28         | 0      |
|                | Parti communiste-SFIC                            | 2 268        | 2,73         |               |               | 0      |
|                | Divers                                           | 701          | 0,84         | 0             |               |        |
|                | Socialiste national                              | 468          | 0,56         | 0             |               |        |
|                |                                                  |              |              |               |               |        |
| Inscrits       | Inscrits                                         | 99 056       | 100,00       | 35 431        | 100,00        | 5      |
| Votants        | Votants                                          | 84 905       | 85,71        | 31 351        | 88,48         |        |
| Abstention     | Abstention                                       | 14 151       | 14,29        | 4 080         | 11,52         |        |
| Blancs et nuls | Blancs et nuls                                   | 1 696        | 2            | 346           | 1,10          |        |
| Exprimés       | Exprimés                                         | 83 209       | 98           | 31 005        | 98,90         |        |

## Résultats par circonscription

### Circonscription d'Angoulême
| Candidats      | Candidats      | Étiquette      | Premier tour | Premier tour |
| Candidats      | Candidats      | Étiquette      | Voix         | %            |
| -------------- | -------------- | -------------- | ------------ | ------------ |
|                | René Gounin    | SFIO           | 12 981       | 60,47        |
|                | Guillon        | PRRRS          | 7 934        | 36,96        |
|                | Lesage         | PC-SFIC        | 553          | 2,58         |
|                |                |                |              |              |
| Inscrits       | Inscrits       | Inscrits       | 25 444       | 100,00       |
| Votants        | Votants        | Votants        | 21 757       | 85,51        |
| Abstention     | Abstention     | Abstention     | 3 687        | 14,49        |
| Blancs et nuls | Blancs et nuls | Blancs et nuls | 289          | 1,33         |
| Exprimés       | Exprimés       | Exprimés       | 21 468       | 98,67        |

### Arrondissement de Barbezieux
| Candidats      | Candidats      | Étiquette      | Premier tour | Premier tour | Deuxième tour | Deuxième tour |
| Candidats      | Candidats      | Étiquette      | Voix         | %            | Voix          | %             |
| -------------- | -------------- | -------------- | ------------ | ------------ | ------------- | ------------- |
|                | Henri Malet    | AD             | 5 617        | 38,80        | 6 148         | 41,53         |
|                | Jean Hennessy  | PRS            | 4 458        | 30,80        | 4 429         | 29,92         |
|                | Weil Raynal    | SFIO           | 4 285        | 29,60        | 4 227         | 28,55         |
|                | Lagarde        | PC-SFIC        | 116          | 0,80         |               |               |
|                |                |                |              |              |               |               |
| Inscrits       | Inscrits       | Inscrits       | 17 244       | 100,00       | 17 244        | 100,00        |
| Votants        | Votants        | Votants        | 14 793       | 85,79        | 14 945        | 86,67         |
| Abstention     | Abstention     | Abstention     | 2 451        | 14,21        | 2 299         | 13,33         |
| Blancs et nuls | Blancs et nuls | Blancs et nuls | 317          | 2,14         | 141           | 0,94          |
| Exprimés       | Exprimés       | Exprimés       | 14 476       | 97,86        | 14 804        | 99,06         |

### Arrondissement de Cognac
| Candidats      | Candidats      | Étiquette      | Premier tour | Premier tour |
| Candidats      | Candidats      | Étiquette      | Voix         | %            |
| -------------- | -------------- | -------------- | ------------ | ------------ |
|                | Georges Ménier | PRRRS          | 9 334        | 55,28        |
|                | Marcilhacy     | AD             | 7 325        | 43,38        |
|                | Voyer          | PC-SFIC        | 227          | 1,34         |
|                |                |                |              |              |
| Inscrits       | Inscrits       | Inscrits       | 20 177       | 100,00       |
| Votants        | Votants        | Votants        | 17 295       | 85,72        |
| Abstention     | Abstention     | Abstention     | 2 882        | 14,28        |
| Blancs et nuls | Blancs et nuls | Blancs et nuls | 409          | 2,36         |
| Exprimés       | Exprimés       | Exprimés       | 16 886       | 97,64        |

### Arrondissement de Confolens
| Candidats      | Candidats       | Étiquette           | Premier tour | Premier tour |
| Candidats      | Candidats       | Étiquette           | Voix         | %            |
| -------------- | --------------- | ------------------- | ------------ | ------------ |
|                | Édouard Pascaud | PRRRS               | 7 867        | 54,56        |
|                | Marcel Petit    | FR                  | 3 038        | 21,07        |
|                | Couteneuve      | PRS                 | 1 356        | 9,40         |
|                | Gagnaire        | PC-SFIC             | 989          | 6,86         |
|                | Lescuras        | Divers              | 701          | 4,86         |
|                | Chabon          | Socialiste national | 468          | 3,25         |
|                |                 |                     |              |              |
| Inscrits       | Inscrits        | Inscrits            | 18 004       | 100,00       |
| Votants        | Votants         | Votants             | 14 886       | 82,68        |
| Abstention     | Abstention      | Abstention          | 3 118        | 17,32        |
| Blancs et nuls | Blancs et nuls  | Blancs et nuls      | 467          | 3,14         |
| Exprimés       | Exprimés        | Exprimés            | 14 419       | 96,86        |

### Arrondissement de Ruffec
| Candidats      | Candidats               | Étiquette      | Premier tour | Premier tour | Deuxième tour | Deuxième tour |
| Candidats      | Candidats               | Étiquette      | Voix         | %            | Voix          | %             |
| -------------- | ----------------------- | -------------- | ------------ | ------------ | ------------- | ------------- |
|                | Louis Fays              | PRRRS          | 7 896        | 49,47        | 8 425         | 52,00         |
|                | Jacques Poitou-Duplessy | FR             | 7 681        | 48,13        | 7 776         | 48,00         |
|                | Brion                   | PC-SFIC        | 383          | 2,40         |               |               |
|                |                         |                |              |              |               |               |
| Inscrits       | Inscrits                | Inscrits       | 18 187       | 100,00       | 18 187        | 100,00        |
| Votants        | Votants                 | Votants        | 16 174       | 88,93        | 16 406        | 90,21         |
| Abstention     | Abstention              | Abstention     | 2 013        | 11,07        | 1 781         | 9,79          |
| Blancs et nuls | Blancs et nuls          | Blancs et nuls | 214          | 1,32         | 205           | 1,25          |
| Exprimés       | Exprimés                | Exprimés       | 15 960       | 98,68        | 16 201        | 98,75         |